# Mongolepidida
I Mongolepidida sono un ordine di pesci cartilaginei arcaici vissuti tra il Siluriano superiore e il Devoniano inferiore in Russia, Mongolia e Cina, con possibili resti frammentari risalenti addirittura all'epoca Katiano dell'Ordoviciano superiore (circa 450 milioni di anni fa) in Nordamerica. 
Sono conosciuti esclusivamente attraverso scaglie placoidi frammentarie, quindi il loro aspetto rimane sconosciuto. Le scaglie più antiche risalgono all'epoca Ludfordiano (tra 427,4 e 423 milioni di anni fa), rendendo i Mongolepidida probabilmente gli squali più antichi noti finora.
Sebbene le scaglie placoidi siano attribuite a squali, sottili differenze nella loro struttura suggeriscono che questi animali potessero avere un aspetto piuttosto diverso dagli squali moderni. Tuttavia, la natura frammentaria dei resti rende impossibile determinarne l'aspetto con certezza (Andreev et al., 2016).

## Descrizione
Le scaglie dell'ordine Mongolepidida erano caratterizzate da alcune caratteristiche:
- Le corone delle scaglie a crescita poliodontode sono formate da più file di odontocomplessi primari orientati antero-posteriormente.
- La dimensione degli odontodi all'interno di ciascuna fila aumenta gradualmente verso la parte posteriore della scaglia.
- Ogni odontode è costituito esclusivamente da dentina atubulare e acellulare (lamellina), mineralizzata inotropicamente e sferiticamente.

I membri della famiglia Mongolepididae possedevano basi delle scaglie sporgenti, costituite da tessuto osseo acellulare con una struttura a strati incrociati. I membri della famiglia Shiqianolepidae avevano basi delle scaglie costituite da tessuto osseo cellulare non vascolarizzato.

## Tassonomia
- Ordine †Mongolepidida Karatajūtė-Talimaa, Novitskaya, Rozman & Sodov, 1990
  - Family Mongolepididae Karatajūtė-Talimaa et al., 1990
    - Mongolepis Karatajūtė-Talimaa et al., 1990
    - Teslepis Karatajūtė-Talimaa & Novitskaya, 1992
    - Sodolepis Karatajūtė-Talimaa & Novitskaya, 1997
    - Rongolepis Sansom, Aldridge & Smith, 2000
    - Taklamakanolepis Andreev et al., 2020

  - Famiglia Shiqianolepidae Sansom, Aldridge & Smith, 2000
    - Xinjiangichthys Wang et al., 1998
    - Chenolepis Sansom, 2000
    - Shiqianolepis Sansom, Aldridge & Smith, 2000
    - Tielikewatielepis Andreev et al., 2020
    - Xiaohaizilepis Andreev et al., 2020

  - incertae sedis
    - Solinalepis Andreev et al., 2016